# David Bellion
David Bellion (Sèvres, 27 november 1982) is een Frans voormalig  profvoetballer. Hij speelde tijdens zijn loopbaan onder andere voor Manchester United, West Ham United en Girondins de Bordeaux. Ook kwam hij uit voor Jong Frankrijk. Zijn familie is afkomstig uit Senegal en verhuisden naar de Parijse regio waar hij werd geboren.

## Clubvoetbal

### Cannes
David Bellion begon met voetballen in de jeugd van AS Cannes. Al snel werd zijn talent ook ontdekt door andere clubs. Nog voordat Bellion zijn debuut kon maken voor Cannes, vertrok hij naar het buitenland om zijn eerste professionale contract te tekenen. Bellion tekende een 2-jarig contract bij Sunderland AFC in Engeland.

### Sunderland
In augustus 2001 maakte de aanvaller zijn debuut in het profvoetbal. Bij Sunderland werd regelmatig gebruikgemaakt van de diensten van de jonge Fransman. In het tweede en laatste seizoen van Bellions contract, vocht hij met de club tegen degradatie. Ondanks degradatievoetbal, kwamen geruchten op gang dat hij in de belangstelling stond van Manchester United FC. Uitgerekend in de periode toen Sunderland hem het hardst nodig had om de broodnodige punten te halen, vertrok Bellion zonder kennisgeving naar Frankrijk. Bij terugkeer gaf hij aan zijn zieke oma te hebben bezocht en vond zich mentaal nog niet sterk genoeg om alweer te voetballen voor de Black Cats. Ondanks ontkennende berichten van Bellion en zijn zaakwaarnemer, bleek Manchester United hem uiteindelijk toch gecontracteerd te hebben. De gang van zaken in de laatste maanden voor het aflopen van zijn contract samen met de uiteindelijke degradatie van Sunderland maakte Bellion verre van populair bij de Engelse club. Ook de overgang naar Manchester United liep niet zonder problemen. Ondanks een aflopend contract eiste Sunderland een opleidingsvergoeding voor Bellion omdat hij nog geen 23 jaar was. Een rechter moest uiteindelijk uitspraak doen en gebood Manchester United 2 miljoen pond plus bijkomende kosten bij een minimaal aantal wedstrijden tot 3 miljoen pond over te maken aan het gedegradeerde Sunderland.

### Manchester United
Bellion begon zijn loopbaan bij de Mancunians voortvarend. Hij scoorde volop in de oefenwedstrijden voorafgaand aan het seizoen 2003/2004. In de League Cup wedstrijd tegen Leeds United scoorde hij zijn eerste officiële goal. Ondanks goede prestaties wist Bellion geen impact te maken op Old Trafford. Het tweede seizoen bracht Bellion grotendeels door in het reserve elftal. In mei 2005 werd hij bovendien getroffen door een zware blessure.

### West Ham United en Nice
Na de zomerstop ging Bellion op huurbasis naar West Ham United. Toen hij in oktober 2005 met zijn nieuwe club voor het eerst optrad tegen Sunderland, verwelkomden de fans van de tegenstander hem met een luid boegeroep. De huurperiode was geen succes, ook vanwege de nasleep van zijn blessure. Ondanks een doelpunt bij zijn debuut tegen Sheffield Wednesday, wist Bellion geen enkele keer te scoren in de competitie. In januari 2006 werd besloten om de rest van het seizoen terug te keren naar Frankrijk en op huurbasis voor OGC Nice te spelen. David Bellion fleurde weer op en wist weer flink te scoren. Nice en Bellion wilden dan ook graag een permanente overgang. Na vier seizoenen onder contract te hebben gehad liet Manchester United de Fransman definitief vertrekken naar zijn vaderland. Het seizoen 2006/2007 werd ook succesvol voor David Bellion.

### Bordeaux
Op 15 juli 2007 werd officieel bekend dat David Bellion een 4-jarig contract had ondertekend bij het Franse Girondins de Bordeaux. Ook bij Bordeaux wist Bellion zijn scoringsvermogen zoals bij Nice vol te houden. In augustus 2007 wist hij meteen de titel van speler van de maand te winnen. In de eerste helft van het seizoen 2007/2008 steeg Bellion snel op de topscorerslijst achter Karim Benzema. Door sterke vorm van clubgenoot Fernando Cavenaghi wist hij net geen topscorer van Bordeaux te worden maar maakte toch een respectabel aantal van 12 doelpunten. Daarmee hielp hij de club mede naar een verdienstelijk tweede plek in de Ligue 1. In het seizoen 2008/2009 werd Bellion voor het eerst landskampioen. Door het sterke duo Cavenaghi/Chamakh was Bellion niet zeker van veel speeltijd. Toch wist hij nog zijn wedstrijdminuten mee te pakken. In de UEFA Cup wedstrijd tegen het Turkse Galatasaray (26 februari 2009) had Bellion zelfs nog een UEFA Cup record neergezet. Al na 11 seconden wist hij het net te bollen achter keeper Morgan De Sanctis. In oktober 2009 verlengde Bellion zijn contract met drie seizoenen tot juni 2014.

### Terugkeer naar Nice
In de heenronde van seizoen 2010/11 kreeg hij amper speelgelegenheid. In januari 2011 werd daarom besloten hem voor zes maanden uit te lenen aan OGC Nice. Bij deze club speelde Bellion eerder al van begin 2006 tot medio 2007. Tijdens zijn eerste verblijf bij Nice wist hij zijn carrière te herlanceren, hetgeen hij ook deze keer hoopt te kunnen bereiken. De aanvaller kwam tot 10 wedstrijden in de rest van het seizoen maar wist geen enkele keer te scoren. Aan het einde van het seizoen keerde hij weer terug naar Bordeaux om te hopen op nieuwe kansen van de nieuwe coach Francis Gillot in het seizoen 2011/12.

### Red Star
Nadat zijn contract bij Bordeaux afliep, vertrok Bellion in 2014 naar Red Star. Die club speelde op dat moment op het 3e niveau in Frankrijk. Hij had een aanzienlijk aandeel in de promotie van Red Star naar de Ligue 2. In 2016 beëindigde Bellion zijn profcarrière en ging hij verder als creatief directeur bij Red Star. Hier probeert hij bruggen te bouwen tussen de club en de wereld van cultuur en kunst.

## Nationaal elftal
In zijn tweede seizoen in Engeland wist Bellion in aanmerking te komen voor een nationale selectie. In het seizoen 2002/2003 kwam hij viermaal uit voor Jong Frankrijk. Daarna bleven een oproep uit voor het grote Franse team. Pas in de herfst van 2007, na goede optredens bij Bordeaux, werd Bellion in de voor-selectie opgenomen voor Frankrijk. Door zijn Senegalese afkomst deed de toenmalige bondscoach Henryk Kasperczak van Senegal ook pogingen om Bellion binnen te halen.

## Clubstatistieken
| Seizoen    | Club                   | Land      | Competitie     | Duels | Goals |
| ---------- | ---------------------- | --------- | -------------- | ----- | ----- |
| 2001/02    | Sunderland AFC         | Engeland  | Premier League | 8     | 0     |
| 2002/03    | Sunderland AFC         | Engeland  | Premier League | 11    | 1     |
| 2003/04    | Manchester United FC   | Engeland  | Premier League | 18    | 2     |
| 2004/05    | Manchester United FC   | Engeland  | Premier League | 13    | 4     |
| 2005/06    | West Ham United (huur) | Engeland  | Premier League | 7     | 0     |
|            | OGC Nice (huur)        | Frankrijk | Ligue 1        | 15    | 5     |
| 2006/07    | OGC Nice               | Frankrijk | Ligue 1        | 30    | 7     |
| 2007/08    | Girondins de Bordeaux  | Frankrijk | Ligue 1        | 37    | 12    |
| 2008/09    | Girondins de Bordeaux  | Frankrijk | Ligue 1        | 27    | 4     |
| 2009/10    | Girondins de Bordeaux  | Frankrijk | Ligue 1        | 20    | 3     |
| 2010/11    | Girondins de Bordeaux  | Frankrijk | Ligue 1        | 2     | 0     |
|            | OGC Nice (huur)        | Frankrijk | Ligue 1        | 10    | 0     |
| 2011/12    | Girondins de Bordeaux  | Frankrijk | Ligue 1        | 0     | 0     |
| Bijgewerkt | 01-07-2011             |           |                |       |       |

## Erelijst
| Competitie            |                   |                   |                   |                   |
| Competitie            | Aantal            | Jaren             |                   |                   |
| Manchester United     | Manchester United | Manchester United | Manchester United | Manchester United |
| --------------------- | ----------------- | ----------------- | ----------------- | ----------------- |
| FA Cup                | 1x                | 2003/04           |                   |                   |
| FA Community Shield   | 1x                | 2003              |                   |                   |
| Bordeaux              |                   |                   |                   |                   |
| Kampioen Ligue 1      | 1x                | 2008/09           |                   |                   |
| Coupe de la Ligue     | 1x                | 2008/09           |                   |                   |
| Trophée des Champions | 2x                | 2008, 2009        |                   |                   |